# فريدر ناك
فريدر ناك (بالإنجليزية: Frieder Nake)‏ (ولد في 16 ديسمبر 1938 في شتوتغارت، ألمانيا) وهو عالم رياضيات، وعالم حاسوب. وهو معروف على المستوى الدولي بمساهماته في أولى مظاهر فن الكمبيوتر في عام 1965.

## حياته وعمله
بدأ كل من مايكل نول وجورج نيز وفريدر ناك في عام 1963/64 في كتابة برامج الكمبيوتر لتوليد رسومات ذات جودة جمالية بشكل تلقائي ودون أغراض أخرى (تقنية أو اقتصادية) دون معرفة كل منهما للأخر. أصبح جورج نيز أول من عرض أعماله (من 5 إلى 19 فبراير 1965 في شتوتجارت). وكان بعده مايكل نول (من 6 إلى 24 أبريل، 1965 في مدينة نيويورك، مع بيلا جولز). أقام فريدر ناك معرضه الأول في غاليري وينديلين نيدليش في شتوتغارت (من 5 إلى 26 نوفمبر، 1965 مع جورج نيز).
حتى عام 1969، عمل نايك في تسلسل كبير من الأعمال التي أظهرها في العديد من المعارض على مر السنين. يقدر إنتاجه بنحو 300 إلى 400 عمل خلال تلك السنوات. وهناك عدد قليل من الإصدارات محدودة الطبع.
شارك ناك في عروض المجموعات المهمة في الستينيات، مثل، الصدفة الإلكترونية (لندن، المملكة المتحدة، 1968).
في عام 1971، كتب رسالة قصيرة تحت عنوان «لا ينبغي أن يكون هناك فن كمبيوتر» (الصفحة رقم 18، أكتوبر. 1971، ص 1-2، أعيد طبعه في آري ألتنا، لوكاس فان دير فيلدين (محررون): مختارات فن الكمبيوتر، أمستردام: أعمال سونيك 2006، ص 59-60). أثارت هذه المذكرة جدلاً حيوياً مثيراً للجدل بين أولئك الذين بدأوا في الوقت نفسه في بناء مجتمع نشط من الفنانين والكتاب والموسيقيين والمصممين في المجال الرقمي. كان بيانه متجذرا في الموقف الأخلاقي. إن إشراك تكنولوجيا الكمبيوتر في حرب فيتنام وفي المحاولات الهائلة لرأس المال من أجل أتمتة العمليات الإنتاجية، وبالتالي توليد البطالة، يجب ألا يسمح للفنانين أن يغلقوا أعينهم وأن يصبحوا خدامين صامتين للطبقات الحاكمة عن طريق التوفيق بين التكنولوجيا العالية والجماهير الفقراء.
كان فريدر نايك أستاذًا للرسوميات الحاسوبية التفاعلية في قسم علوم الكمبيوتر في جامعة بريمن بألمانيا منذ عام 1972. ومنذ عام 2005، قام أيضًا بتدريس تصميم الوسائط الرقمية هناك. بعد دراسة الرياضيات في جامعة شتوتغارت حصل على درجتي الدبلوم والدكتوراه (في نظرية الاحتمالات)، قام بالتدريس في شتوتجارت وتورنتو وفانكوفر قبل مجيئه إلى بريمن. كانت دوراته وحلقاته الدراسية، إلى جانب رسومات الحاسوب والوسائط الرقمية هي في مجالات فن الكمبيوتر وفلسفة الجمال وعلم العلاماتوالحواسيب والمجتمع ونظرية الحوسبة. وقد كان أستاذاً زائراً في جامعة أوسلو، جامعة آرهوس، جامعة فيينا، ودانوب جامعة كريمس، وجامعة كولورادو بولدر، جامعة لوبيك، جامعة بازل، وجامعة كوستاريكا، وجامعة شيان للعلوم والتكنولوجيا، وجامعة تونجي.
فاز بالجائزة الأولى لمسابقة فن الكمبيوتر في عام 1966. وفي عام 1997، تم تكريم أعماله التعليمية من قبل جائزة برنينغهاوزن للتميز والابتكار في التدريس (جامعة بريمن).
كتابه «علم المعلومات» (1974) هو أول من درس الصلات بين علم الجمال والحوسبة ونظرية المعلومات، التي أصبحت مهمة في مجال الوسائط المتعددة عبر وسائل الإعلام الرقمية.
قام في منشوراته وندواته ومحاضراته بتطوير المفاهيم الأساسية التالية لنظرية الحوسبة (الثقافية):
- مكننة العمل العقلي
- تكرار اشياء الكمبيوتر
- الوسيط الفعال (مع هايدي شيلهوي)
- العلامة الخوارزمية

## وصلات خارجية
- Biography at MediaArtNet (بالإنجليزية) (بالألمانية)

- Google Scholar: numerous links to scientific articles referencing Nake's work
- Entry about Frieder Nake in the data base of early computer art
- List of works held by the Victoria and Albert Museum
- Thomas Dreher: History of Computer Art, chap.II.2.2 Digital Computer Graphics.